# 李秀林
李秀林（1953年—），辽宁营口人，汉族，中华人民共和国政治人物、全国人民代表大会吉林地区代表。现任吉林敖东药业集团股份有限公司董事长。
毕业于中央党校函授学院经济管理专业，加入中国共产党。2008年起担任全国人大代表。2013年，被选为全国人大代表。2018年2月24日，当选为第十三届全国人大代表。